# Colom bru de Cebu
El colom bru de Cebu (Phapitreron frontalis) és una espècie d'ocell de la família dels colúmbids (Columbidae) que ha estat considerat una subespècie de Phapitreron amethystinus.

## Hàbitat i distribució
Habita les zones forestals de l'illa de Cebu, a les Filipines centrals.